# 邦库尔 (埃纳省)
邦库尔（法語：Boncourt，法語發音：[bɔ̃kuʁ]）是法国上法蘭西大區埃纳省的一个市镇，属于拉昂区。

## 地理
邦库尔（49°36'59"N, 3°56'43"E）面积13.29 平方千米，位于法国上法蘭西大區埃纳省，该省份为法国北部内陆省份，北起北部省，西接索姆省和瓦兹省，东临阿登省和马恩省，西南至塞纳-马恩省，东北部与比利时接壤。
与邦库尔接壤的市镇（或旧市镇、城区）包括：比西莱皮埃尔蓬、克莱蒙莱费尔姆、迪济勒格罗、拉皮永、圣普勒沃、拉维尔欧布瓦-莱迪济。

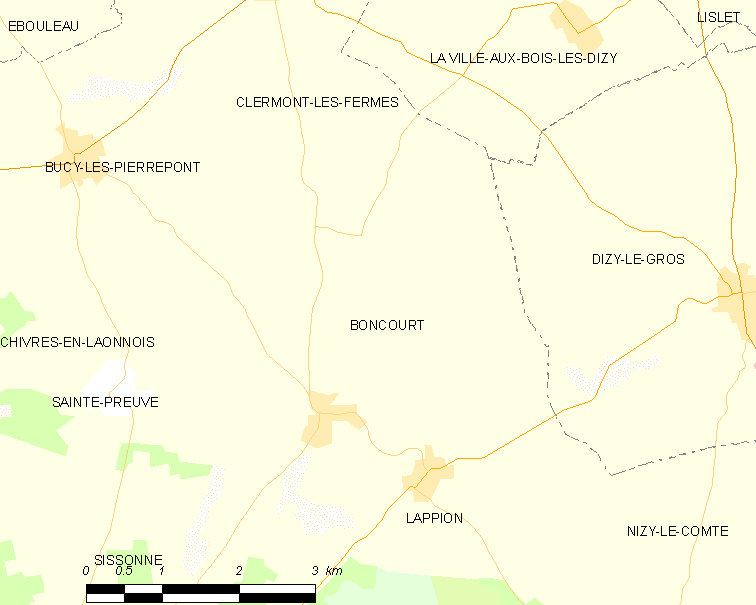
的OSM定位图

邦库尔的时区为UTC+01:00、UTC+02:00（夏令时）。

## 行政
邦库尔的邮政编码为02350，INSEE市镇编码为02097。

## 政治
邦库尔所属的省级选区为埃纳河畔新城县。

## 人口

1962-2008年间人口变化图示

邦库尔于2022年1月1日时的人口数量为270人。